# Калафатов Амет Османович
Амет Осма́нович Калафа́тов (крим. Amet Kalafatov; нар. 8 січня 1860, Карасубазар — пом. 1942, Сімферополь) — кримськотатарський художник-орнаменталіст, майстер-зброяр, карбувальник. Член Спілки радянських художників Кримської АРСР (1940).

## Біографія
Народився 8 січня 1860 (за іншими даними — в проміжку між 1850 та 1880 рр.) в Карасубазарі в багатодітній сім'ї. Батьки по батьківській лінії були місцеві, а по материнській лінії — із села Корбек. Батько Амета займався ковальською справою. Грамоті навчився у сусіда-гімназиста. Деякий час сім'я проживала у Румунії.
Малювати почав у дитинстві, згодом став займатися орнаментом. Його орнаменти користувалися популярністю у кримськотатарських жінок, які використовували їх на головних хустках, рушниках та подушках. За даними Поліни Чепуріної, викладених у журналі «Творчість» у 1939 році, Калафатова погодився навчати художник Іван Айвазовський, проте його мати не дала на це згоди. Айвазовський після цього подарував Амету етюд із зображенням струмка та Чатир-Дага.
Коли йому було 12 років, помер його батько, і Амет почав працювати карбувальником, а пізніше — підмайстром у майстерні скриньок. Паралельно з основною роботою Амет продовжував займатись орнаментами. Згодом він перейшов працювати у збройову майстерню.
В 1922 році, під час голоду, Калафатов переїжджає до Сімферополя. На вулиці Кантарній (сучасна вулиця Чехова) він відкрив майстерню зброї. Проживав у будинку №76 на вул. Кадіаскерській (зараз це будинок № 104 на вулиці Червонопрапорній). Поруч із роботою у майстерні він займався чеканкою.
У 1925 році роботи Калафатова були представлені на Міжнародній виставці промислового і декоративного мистецтва в Парижі, а в 1927 — на Виставці мистецтв національностей СРСР у Москві.
На початку 1930-х років майстерня Калафатова була націоналізована. З 1934 року він переважно займався орнаментом. Протягом 1937—1938 років він виконав близько 300 поліхромних та монохромних композицій візерунка. Наприкінці 1930-х отримав запрошення зайнятися орнаментальними розписами Ханського палацу в Бахчисараї, в період його реставрації. В 1939 працював для Ялтинської виставки народних ремесел.
З 1940 року — член Спілки радянських художників Кримської АРСР.
Помер 1942 року в Сімферополі (за іншими даними — у Карасубазарі).

## Творчість
Для Калафатова характерна надзвичайна широта стилістичних пошуків, що вказує на те, що він добре знайомий із різними національними орнаментами народів Сходу. На цьому знайомстві базується його новаторство. Але майстер, як це показує його графіка, чудово знає і історію свого мистецтва, що володіє такими чудовими творами, як розписи Єшиль-Джамі і пам'ятники Азіза поблизу Бахчисарая, як різьблення Ескі-Крима і Чуфут-Кале.
Калафатов — представник кримськотатарського декоративно-ужиткового мистецтва першої половини XX століття. Створив понад 300 орнаментів для настінних розписів, тканин, вишивок, карбованих робіт, рушниць. Орнаменти створював на основі кримськотатарського народного мистецтва.
Його роботи виставлялися в 1937 і 1938 рр. в Криму, а в 1939 р. — в Москві. У 1938 році низку його робіт купив відділ східних культур Третьяковської галереї, п'ять орнаментальних композицій на дерев'яних дошках купив Державний музей етнографії, ще 10 його робіт поповнило Сімферопольський художній музей (ці роботи не збереглися). Для Московського будинку народної творчості ряд орнаментів купила мистецтвознавець Поліна Чепуріна.
Рушниця з карбованим оформленням 1939 року зберігається в московському Музеї Сходу, рушниця з нарізним стволом в Тульському музеї зброї, скриня з карбуванням в Російському етнографічному музеї.
За завданням газети «Янъы Дюнья» виконав орнаментне оформлення ряду номерів (№ 126 за 1936 рік, № 235 за 1937 рік, № 49 за 1938 рік та спеціального номера, присвяченого ухваленню Конституції Кримської АРСР 1937 року). У 1940 році за завданням газети «Къызыл Къырым» (раніше — «Янъы Дюнья») виконав два орнаменти для оформлення комплекту газети, які були відправлені на Всесоюзну сільськогосподарську виставку в Москві.
Значна частина його робіт була втрачена під час депортації кримських татар у 1944.
В 2010 році відбулась виставка робіт Калафатова у Всеукраїнському інформаційно-культурному центрі.

## Нагороди
- Заслужений народний орнаменталіст Кримської АРСР (1940).[2]

## Родина
Дружина — Уркіє Калафатова. Доньки — Аніфе, Гулізар, Абібе, Зорі, Хатідже, Мосні; сини — Мустафа, Рефат. В 1944 р. родина була вислана в Узбекистан. Більша частина з них померла під час депортації, або в перші роки перебування на засланні. Після розпаду СРСР нащадки репатріювались назад в Крим.